# Чо Хёчхоль
Чо Хёчхоль (кор. 조효철, род. 1 сентября 1986) — южнокорейский борец греко-римского стиля, чемпион Азиатских игр, призёр чемпионатов Азии.

## Биография
Родился в 1986 году. В 2007 году стал серебряным призёром чемпионата Азии. На чемпионате Азии 2008 года завоевал бронзовую медаль. В 2011 году вновь стал серебряным призёром чемпионата Азии. В 2018 году завоевал золотую медаль Азиатских игр.